# مولانا عبد القادر (أكاديمي)
عبد القادر (البشتوية: مولانا عبد القادر؛ 14 حزيران 1905 - 22 تشرين الأول 1969 م) كان عالمًا إسلاميًا باكستانيًا وأكاديميًا ومؤسس أكاديمية الباشتو وقسم اللغة البشتوية بجامعة بيشاور.

## التعليم
حصل عبد القادر على شهادة الثانوية العامة والمتوسطة والتخرج من كلية إسلام بيشاور عام 1927، وحصل على درجة الماجستير في اللغة الإنجليزية (1929)، والعربية (1930)، وبكالوريوس الحقوق (1931) والبكالوريوس في الآداب (1932) من جامعة عليكرة الإسلامية.

## الحياة المهنية
بدأ قدري مسيرته المهنية في عام 1942 كمحرر لمجلة البشتون "نان بارون" (وتعني: اليوم، أمس) ثم عُين مسؤولًا عن القسم البشتوني (الشرق الأوسط) من باتراس بخاري [الإنجليزية] (المدير العام آنذاك) في إذاعة عموم الهند. في أوائل الخمسينيات، عُين نائبًا للمستشار [الإنجليزية] ثم سفيرًا باكستانيًّا في كابول [الإنجليزية]، في أفغانستان. وفي مكتبة جامعة توبنغن [الإنجليزية] بألمانيا، اكتشف مخطوطة "خير البيان " في عام 1967 (مخطوطة نادرة كتبها بير روشان) أول كتاب نثري باللغة البشتونية.

## الوفاة
توفي قدري في 22 أكتوبر 1969 أثناء ندوة في راجشاهي في شرق باكستان ( بنجلاديش الحديثة). دُفن في بيشاور، في باكستان.[بحاجة لمصدر]